# Serrat de la Palomera
El Serrat de la Palomera és una serra situada al municipi de les Avellanes i Santa Linya a la comarca de la Noguera, amb una elevació màxima de 772 metres.